# Carpodacus grandis
A Carpodacus grandis a madarak osztályának verébalakúak (Passeriformes) rendjébe és a pintyfélék (Fringillidae) családjába tartozó faj.

## Rendszerezése
A fajt Edward Blyth angol zoológus írta le 1849-ben. Egyes szervezetek a vörösköpenyes pirók (Carpodacus rhodochlamys) alfajaként sorolják be Carpodacus rhodochlamys grandis néven.

## Előfordulása
Ázsiában, Afganisztán és Pakisztán területén honos.

## Természetvédelmi helyzete
A Természetvédelmi Világszövetség Vörös listáján nem szerepel.